# Kazimierz Lubowicki
Kazimierz Lubowicki (ur. 18 czerwca 1958 w Brańsku na Podlasiu) – kapłan rzymskokatolicki, oblat Maryi Niepokalanej, teolog duchowości małżeństwa i rodziny, profesor nauk teologicznych, sekretarz Rady Konferencji Episkopatu Polski ds. Apostolstwa Świeckich, założyciel Wspólnoty Rodzin Katolickich „Umiłowany i umiłowana”, prorektor ds. naukowo-dydaktycznych Papieskiego Wydziału Teologicznego we Wrocławiu (2010–2014), dyrektor Instytutu Teologii Systematycznej (2022-2025).

## Życiorys

### Młodość
Najstarszy z czworga dzieci Józefa i Jadwigi z d. Bolesta. Od Pierwszej Komunii ministrant, w 1971 promowany na lektora przez biskupa Władysława Jędruszuka W latach 1970–1973 prezes ministrantów. W 1971 założył w Brańsku dziecięcą grupę Przyjaciół Misji oblatów M.N. Od piątej klasy szkoły podstawowej grał w szkolnym zespole muzycznym. Od 1972 wyjeżdżał na rekolekcje oazowe do Sokółki i Drohiczyna, gdzie był animatorem.
Po ukończeniu szkoły podstawowej, w 1973 podjął naukę w niższym seminarium duchownym w Markowicach k. Strzelna. Pełnił tam funkcję liturgisty (1974–1977). Uzyskawszy w 1977 świadectwo maturalne, wstąpił do Zgromadzenia Misjonarzy Oblatów Maryi Niepokalanej. Po rocznym nowicjacie w klasztorze na Świętym Krzyżu, 8 września 1978 złożył pierwsze śluby zakonne i podjął studia w Wyższym Seminarium Duchownym Misjonarzy Oblatów M.N. w Obrze, gdzie także pełnił funkcję liturgisty (1979–1984), 8 września 1982 złożył śluby wieczyste, a 23 czerwca 1984 przyjął święcenia kapłańskie z rąk bpa Stanisława Napierały.
W czasach licealnych i seminaryjnych napisał wiele tekstów piosenek, m.in. znaną w całej Polsce „Nie umiem dziękować Ci, Panie”. Jako maturzysta zainicjował ogólnopolskie obchody 50. rocznicy ogłoszenia św. Teresy z Lisieux Patronką Misji i Misjonarzy oraz przygotował na tę okazję materiały duszpasterskie pt. „Tylko Miłość się liczy”. Jako kleryk zainicjował w 1980 wydawanie „Kalendarza Misyjnego”, który aktualnie rozchodzi się w nakładzie ponad 150 000. Współpracował z wydawanym przez Komisję Episkopatu Polski ds. Duszpasterstwa Kobiet pismem „List”. Na zlecenie tejże Komisji w 1981 napisał misterium pt. „Kielich, który jest wezwaniem” wystawiane podczas pielgrzymki papieża na Jasnej Górze. Prezentuje ono postaci czterech kobiet (Św. Jadwiga z Wawelu, Św. Jadwiga z Trzebnicy, Bł. Teresa Ledóchowska, Sł. B. Stanisława Leszczyńska) umieszczonych na kielichu – wotum kobiet polskich – wręczonym Janowi Pawłowi II. Od początku (1982) był w pierwszej redakcji „Misyjnych Dróg”.

### Wykształcenie
Podstawowe studia filozoficzno-teologiczne ukończył w WSD Misjonarzy Oblatów M.N. w Obrze, afiliowanym do ówczesnego Papieskiego Wydziału Teologicznego w Poznaniu. W 1984 obronił tam pracę magisterską. Po roku pracy kapłańskiej w Kędzierzynie-Koźlu, 23 czerwca 1985 został skierowany na studia specjalistyczne z teologii duchowości w Papieskim Instytucie Duchowości „Teresianum” w Rzymie. Ponad pięć lat przebywał tam w międzynarodowej wspólnocie domu generalnego przy Via Aurelia 290, którą tworzyli zakonnicy ze wszystkich kontynentów.
W 1987 przedstawił pracę licencjacką w języku włoskim, która została opublikowana jako 20 numer w serii „Quaderni di Vermicino”. Następnie opublikował w języku francuskim i 14 listopada 1990 obronił rozprawę doktorską przygotowaną pod kierunkiem o. prof. Jesùsa Castellano Cervera OCD, w oparciu o źródła archiwalne. 10 lutego 2000 nostryfikował dyplom doktorski w Katolickim Uniwersytecie Lubelskim. 19 maja 2006 uzyskał na Papieskim Wydziale Teologicznym we Wrocławiu stopień naukowy doktora habilitowanego nauk teologicznych. 10 stycznia 2009 po uzyskaniu „nihil obstat” z Kongregacji Edukacji Katolickiej został mianowany profesorem nadzwyczajnym, natomiast 14 kwietnia 2013, po podjęciu uchwały przez Centralną Komisję ds Stopni i Tytułów otrzymał tytuł naukowy profesora nauk teologicznych. 1 lutego 2014 został zatrudniony na stanowisku profesora zwyczajnego.

### Posługiwanie kapłańskie
Po przyjęciu święceń kapłańskich, przez rok był duszpasterzem młodzieży w Kędzierzynie-Koźlu, gdzie prowadził katechezę dla szkół średnich i zawodowych oraz opiekował się Oazą i Odnową w Duchu Świętym.
Od grudnia 1990 pracuje we Wrocławiu, w parafii NMP Królowej Pokoju. Najpierw jako wikariusz, a obecnie duszpasterz rodzin intensywnie zaangażowany w parafię. W 1992 założył Wspólnotę Rodzin Katolickich „Umiłowany i umiłowana”, którą prowadził do roku 2025. Wspólnota została rozwiązana przez władze Prowincji Polskiej Misjonarzy Oblatów Maryi Niepokalanej. W latach 1994–1996 był kierownikiem redakcji rodzinnej w Katolickim Radiu Rodzina we Wrocławiu. W 1992 został mianowany wicepostulatorem bł. o. Józefa Cebuli OMI w procesie beatyfikacyjnym 108 Męczenników Kościoła w Polsce. W latach 1996–2002 oraz 2009–2015 pełnił urząd superiora czyli przełożonego klasztoru we Wrocławiu. W latach 2012–2022 był sekretarzem Rady Episkopatu Polski ds. Apostolstwa Świeckich. Uczestniczył w synodzie o rodzinie (4-25 X 2015) jako doradca teologiczny delegacji Episkopatu Polski. Odpowiedzialny za polskie tłumaczenie dokumentu końcowego Synodu Biskupów. Prezentował adhortację „Amoris laetitia” podczas konferencji zorganizowanej 8 IV 2016 przez Biuro Prasowe Konferencji Episkopatu Polski. Od 19 V 2024 członek Komisji Teologicznej II Synodu Archidiecezji Wrocławskiej.

### Działalność dydaktyczno-naukowa
W latach 1991–2009 wykładał w wyższym seminarium duchownym swego zgromadzenia zakonnego w Obrze. Od 2001 wykłada teologię małżeństwa i rodziny na Papieskim Wydziale Teologicznym we Wrocławiu. Uchwałą Senatu z 27 września 2007 został pierwszym Kierownikiem Katedry Teologii Małżeństwa i Rodziny. W latach 2007–2010 był redaktorem naczelnym „Wrocławskiego Przeglądu Teologicznego” oraz sekretarzem Rady Wydziału, zaś w latach 2010–2014 prorektorem ds. naukowo-dydaktycznych. Dyrektor Instytutu Teologii Duchowości PWT (2012-2015). Recenzent dorobku naukowego kard. Gerharda Ludwiga Müllera, w związku z nadaniem doktoratu honoris causa PWT we Wrocławiu (2015). Od 2022 dyrektor Instytutu Teologii Systematycznej. W chwili obecnej w kontekście oskarżeń wobec kapłana nie jest on wymieniany jako pracownik instytutu na stronie internetowej PWT. 
Redaktor naukowy serii „Źródła Duchowości Małżeńskiej” oraz „Amoris Scientia”. Opublikował ponad 20 książek naukowych i popularnonaukowych oraz ponad 300 artykułów i recenzji.

### Wyróżnienia
- Mater Verbi [Matka Słowa] (2005-09-17) – Medal redaktora naczelnego Tygodnika Katolickiego „Niedziela”[30].
- Amicus Matrimoniorum [Przyjaciel Małżeństw] (2016-10-07) – Nagroda Ogólnopolskiego Kongresu Małżeństw w Świdnicy[31].

## Publikacje książkowe
- Kielich, który jest wezwaniem. Misterium o postaciach kobiet umieszczonych na Kielichu Życia, Komisja Episkopatu Polski ds. Duszpasterstwa Kobiet, Warszawa 1982.
- Maria nella vita del beato Eugenio de Mazenod e della sua Congregazione, Quaderni di Vermicino, 20, Frascati 1988, ss. 279.
- Mystère et dynamique de l'Amour dans la vie du Bx Eugene de Mazenod, Maison Générale des Missionaires Oblats de Marie Immaculeé, Rome 1990, ss. 426. (Tłumaczenie polskie: Misterium i dynamika Miłości w życiu Św. Eugeniusza de Mazenoda, Wydawnictwo Królowej Pokoju, Wrocław 2006, ss. 208.) ISBN 83-920148-2-0
- Listy Ojca Świętego Jana Pawła II do wszystkich kapłanów Kościoła na Wielki Czwartek (1979–1997), Redakcja i Wstęp [s. 5-10], Wydawnictwo M, Kraków 1997, ss 253. ISBN 83-8724-323-X
- Zakochać się w Bogu. Ideał życia Wspólnoty Rodzin Katolickich Umiłowany i umiłowana, Wydawnictwo M, Kraków 1998, s. 198 (Przekład ukraiński: Zakochatis w Bogowi, tłum. Paweł Wyszkowski, Wydawnictwo OMI, Kijów 2004, ss. 144). ISBN 83-7221-000-4
- Po prostu Kapłan. Szkic do portretu O. Józefa Cebuli, Wydawnictwo Misjonarzy Oblatów M.N., Poznań 1999, ss. 128. ISBN 83-911129-1-8
- Posoborowe dokumenty Kościoła Katolickiego o małżeństwie i rodzinie, red. 2 tomy, Wydawnictwo M, Kraków 1999, ss. 468+493. (I wydanie: Kraków 1999; II wydanie: Kraków 2000). ISBN 83-7221-011-X
- Życie małżeńskie uczynić Eucharystią, Kraków, Wydawnictwo OO. Franciszkanów "Bratni Zew" 2000, ss. 126. ISBN 83-86991-72-0
- Mała Teresa – wielka misjonarka, Kraków, Wydawnictwo OO Karmelitów Bosych 2000, ss. 66. ISBN 83-7305-004-3
- Dom dla Jezusa, Kraków, Wydawnictwo OO. Franciszkanów "Bratni Zew" 2001, ss. 164. ISBN 83-86991-47-X
- Rozpoznaję Ciebie w każdej twarzy, Wydawnictwo Misjonarzy Oblatów M.N., Poznań 2001, ss. 144. ISBN 83-911129-4-2
- Błogosławiony o. Józef Cebula, Wydawnictwo Duszpasterstwa Rolników, Włocławek 2001, ss. 67. ISBN 83-887438-4-8
- Tajemnice życia rodzinnego, Wydawnictwo "Bratni Zew", ss. 126. I wydanie: Kraków 2002; II wydanie: Kraków 2003. ISBN 83-88903-01-2
- Rekolekcje z… Święty Eugeniusz de Mazenod, Wydawnictwo M, Kraków 2003, ss. 163. ISBN 83-7221-482-4
- O małżeństwie. Zamyślenia nad Katechizmem Kościoła Katolickiego, Wydawnictwo "Bratni Zew", Kraków 2003, ss. 204. ISBN 83-88903-37-3
- O wyobraźnię miłosierdzia, Wydawnictwo "Bratni Zew", Kraków 2004, ss. 91. ISBN 83-88903-46-2
- W trosce o świat. Modlitwy misyjne, Wydawnictwo Edycja Świętego Pawła, Częstochowa 2004, ss. 112. ISBN 83-7168-915-2
- Codzienne życie dojrzałych chrześcijan, Wydawnictwo Królowej Pokoju, Wrocław 2005, ss. 86. ISBN 83-920148-1-2
- Listy Ojca Świętego Jana Pawła II do wszystkich kapłanów Kościoła na Wielki Czwartek (1979–1997), Kraków 2005, ss. 331. ISBN 83-8724-323-X
- Duchowość małżeńska w nauczaniu Jana Pawła II, (rozprawa habilitacyjna) Wydawnictwo "Bratni Zew", Kraków 2005, ss. 437. (I wydanie: Kraków 2005 ISBN 83-88903-84-5; II wydanie: Kraków 2007 ISBN 978-83-7485-021-6; III wydanie: Kraków 2012 ISBN 978-83-7485-171-8).
- Intorno al cammino verso la santità, Papieski Wydział Teologiczny, Wrocław 2012, ss. 114. ISBN 83-920148-8-X
- Małżeństwo w Kompendium Katechizmu Kościoła Katolickiego, Papieski Wydział Teologiczny. Katedra Teologii Małżeństwa i Rodziny, Wrocław 2012, ss. 91. ISBN 978-83-60370-99-5
- Źródła Duchowości Małżeńskiej, III. Magisterium Kościoła Katolickiego: 1. Synod w Elwirze – Leon XIII (306-1879), Wydawnictwo "Bratni Zew", Kraków 2012, ss. 339. Seria: ISBN 978-83-7485-182-4; tom: ISBN 978-83-7485-183-1
- Źródła Duchowości Małżeńskiej, III: Magisterium Kościoła Katolickiego: 2. Leon XIII-Pius XI (1888–1938), Wydawnictwo "Bratni Zew", Kraków 2012, ss. 397. Seria: ISBN 978-83-7485-182-4; tom: ISBN 978-83-7485-184-8
- Elementy duchowości w liturgicznych obrzędach sakramentu małżeństwa w Kościele Zachodnim (książka profesorska), Papieski Wydział Teologiczny, Wrocław 2012, ss. 555. ISBN 978-83-63642-02-0
- Wasze małżeństwo to wiele więcej, niż myślisz, Kraków 2014, ss. 205 ISBN 978-83-7485-227-2
- Kontekst teologiczny synodalnych dyskusji o małżeństwie i rodzinie, Wrocław 2020, ss. 700 ISBN 978-83-63642-99-0
- Podstawy katolickiego myślenia o małżeństwie, Wrocław 2022, ss. 166 ISBN 978-83-63642-98-3

## Wybrane tłumaczenia
- Konstytucje Sióstr Św. Rodziny z Bordeaux, Maison Générale des Soeurs de la Sainte Familie de Bordeaux, Rzym 1987, ss. 170.
- Papieska Rada ds. Rodziny, Przygotowanie do Sakramentu Małżeństwa, (tłum. i posłowie), Wydawnictwo TUM, Wrocław, 2000, ss. 83. ISBN 83-8696-899-0
- Kongregacja Nauki Wiary, Ardens felicitatis desiderium, (tłum. i posłowie), Wydawnictwo TUM, Wrocław 2003, ss. 55. ISBN 83-88301-44-6
- Siostry klaryski, Jak niezmącone źródło. Medytacje o św. Klarze, Wydawnictwo OO. Franciszkanów, Niepokalanów 2003, ss. 72. ISBN 83-87638-62-5
- Piotr Molla, Bł. Joanna Beretta Molla. Świadectwo męża, w: Sprawy Rodziny 2000, nr 54, s. 76-86.
- Papieska Rada ds. Rodziny, Rodzina a ludzka prokreacja, Fundacja Vita Familiae, Warszawa 2008, ss. 70.ISBN 83-913626-5-5
- Kongregacja ds. Duchowieństwa, Adoracja eucharystyczna w intencji uświęcenia kapłanów oraz duchowe macierzyństwo, Wydawnictwo Sióstr Loretanek, Warszawa 2008, ss. 64. ISBN 978-83-7257-340-7
- Papieska Rada ds. Rodziny, Rodzina szkołą wartości ludzkich i chrześcijańskich. Katechezy przygotowawcze do VI Światowego Spotkania Rodzin, Fundacja Vita Familiae, Łomża 2008, ss. 24.